# Stazione di San Germano Vercellese
La stazione di San Germano Vercellese è una fermata ferroviaria della linea Torino-Milano, al servizio del centro abitato di San Germano Vercellese.

## Storia
L'impianto risulta attivato dal 20 ottobre 1856, in concomitanza all'attivazione del tronco Torino-Novara.
A seguito della statizzazione delle ferrovie, tra il 1905 e il 1906, la linea venne incorporata nella rete statale e l'esercizio degli impianti fu assunto dalle Ferrovie dello Stato.
Dal 2001 la gestione dell'intera linea, e con essa quella della fermata di San Germano Vercellese, passò in carico a Rete Ferroviaria Italiana la quale ai fini commerciali classifica l'impianto nella categoria "Bronze".

## Strutture e impianti

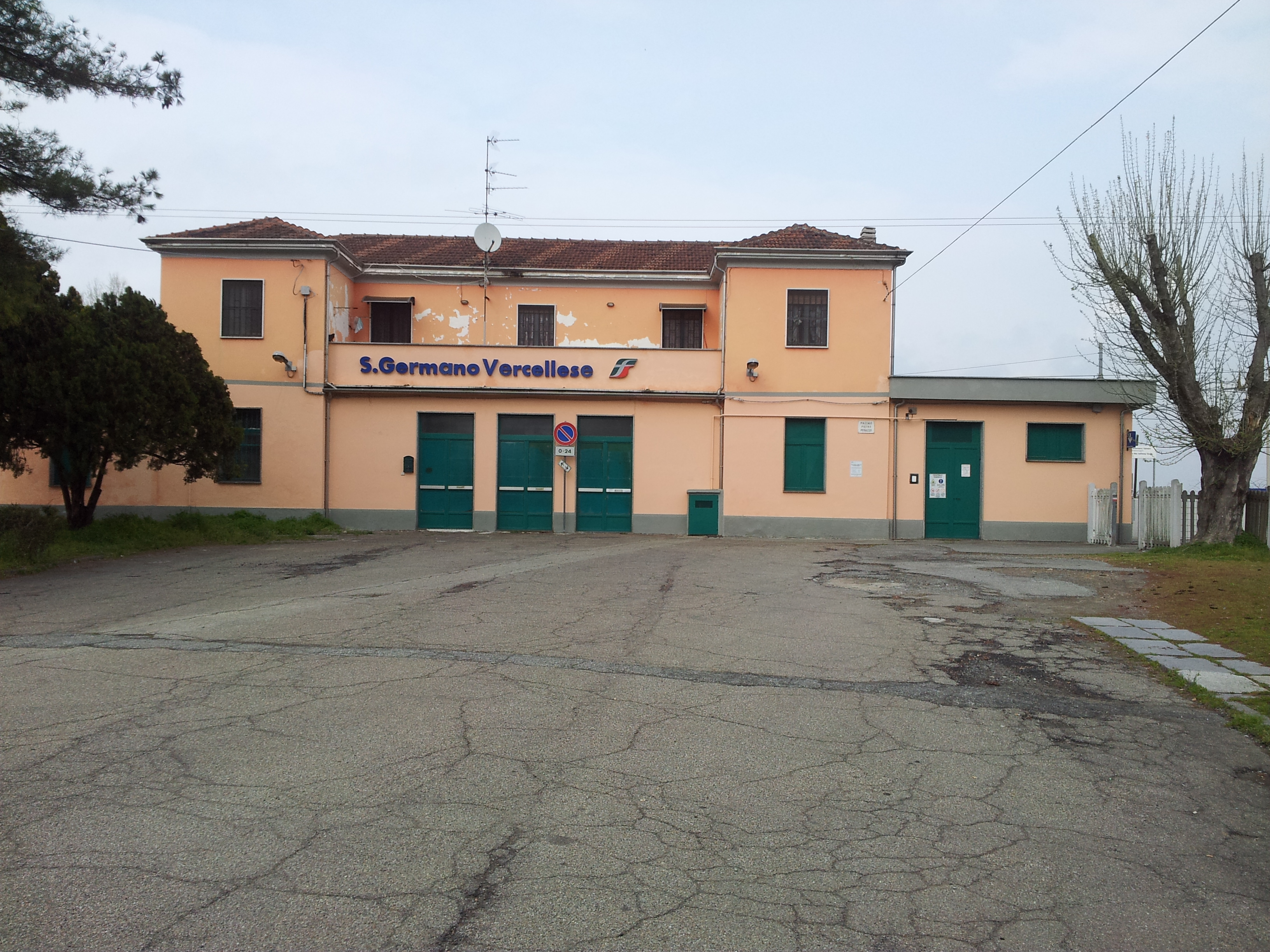
Fermata lato strada

La fermata è dotata soltanto dei 2 binari di corsa della linea ferroviaria, il cui utilizzo è basato sul senso di marcia dei treni, in vigore sulla ferrovia. Sul primo binario circolano i treni in senso di marcia verso Torino e sul secondo quelli verso Milano.
I marciapiedi sono dotati di un sottopassaggio pedonale, dotato di scivoli per i disabili.
È presente un fabbricato viaggiatori in muratura con sala d'attesa.

## Movimento
La fermata è servita da treni regionali della tratta Novara-Ivrea svolti da Trenitalia nell'ambito del contratto di servizio stipulato con la Regione Piemonte.

## Servizi
Nella fermata, classificata da RFI nella categoria "Bronze", sono presenti pannelli informativi audio e video per le partenze dei treni. Essa dispone di:
- Biglietteria automatica
- Sala d'attesa